# Lucas Martínez Quarta
Lucas Martínez Quarta, né le 10 mai 1996 à Mar del Plata en Argentine, est un footballeur international argentin qui évolue au poste de défenseur central à River Plate.

## Biographie

### River Plate
Né à Mar del Plata en Argentine, Lucas Martínez Quarta est formé dans l'un des plus grands clubs d'Argentine, River Plate. C'est avec ce club qu'il fait ses débuts professionnel, lors d'un match de championnat perdu 1-0 face aux Newell's Old Boys le 13 novembre 2016.
Le 16 mars 2017, il prend part à son premier match de Copa Libertadores face à l'Independiente Medellín. Au cours de cette rencontre, il marque aussi son premier but en professionnel, et son équipe gagne la rencontre sur le score de 1-3. Lucas Martinez Quarta remporte la Copa Libertadores avec River Plate contre le grand rival Boca Juniors, en participant notamment au match aller de la finale, le 11 novembre 2018 (2-2). 
Il débute pour la première fois un match avec le brassard de capitaine le 3 décembre 2018, lors d'une victoire trois buts à un face au Gimnasia La Plata.

### ACF Fiorentina
Le 5 octobre 2020, Lucas Martínez Quarta rejoint le club italien de l'ACF Fiorentina. Il signe un contrat courant jusqu'en juin 2025,.
Martínez Quarta joue son premier match sous ses nouvelles couleurs le 25 octobre 2020, lors d'une rencontre de championnat contre l'Udinese Calcio. Il entre en jeu à la place de Germán Pezzella, sorti sur blessure, et son équipe s'impose par trois buts à deux. Le 7 mars 2021 il inscrit son premier but pour la Fiorentina, lors d'une rencontre de championnat face au Parme Calcio 1913. Il est titularisé et les deux équipes se neutralisent (3-3 score final).

### En sélection
Lucas Martínez Quarta honore sa première sélection avec l'équipe nationale d'Argentine le 6 septembre 2019, lors d'un match amical contre le Chili. Il est titularisé et les deux équipes se neutralisent (0-0 score final).
Il fait partie de la liste des 28 joueurs retenus par Lionel Scaloni, le sélectionneur de L'Albiceleste, pour participer à la Copa América 2021. Il ne fait qu'une apparition lors de cette compétition, lors du premier match, face au Chili où il est titularisé (1-1 score final). Il remporte le trophée, son équipe s'imposant en finale contre le Brésil (1-0).

## Statistiques
| Saison                | Club                  | Championnat           | Championnat | Championnat | Championnat | Coupe nationale | Coupe nationale | Coupe nationale | Coupe de la Ligue | Coupe de la Ligue | Coupe de la Ligue | Supercoupe | Supercoupe | Supercoupe | Compétition(s) continentale(s) | Compétition(s) continentale(s) | Compétition(s) continentale(s) | Compétition(s) continentale(s) | Coupe du monde des clubs | Coupe du monde des clubs | Coupe du monde des clubs | Argentine | Argentine | Argentine | Total | Total | Total |
| Saison                | Club                  | Division              | M.          | B.          | P.d.        | M.              | B.              | P.d.            | M.                | B.                | P.d.              | M.         | B.         | P.d.       | Comp.                          | M.                             | B.                             | P.d.                           | M.                       | B.                       | P.d.                     | M.        | B.        | P.d.      | M.    | B.    | P.d.  |
| 2015-2016             | River Plate           | Primera División      | -           | -           | -           | 2               | 0               | 0               | -                 | -                 | -                 | -          | -          | -          | CL                             | 4                              | 2                              | 1                              | -                        | -                        | -                        | -         | -         | -         | 6     | 2     | 1     |
| 2016-2017             | River Plate           | Primera División      | 19          | 1           | 2           | 0               | 0               | 0               | -                 | -                 | -                 | 1          | 0          | 0          | CL                             | 4                              | 2                              | 1                              | -                        | -                        | -                        | -         | -         | -         | 24    | 3     | 3     |
| 2017-2018             | River Plate           | Primera División      | 9           | 0           | 0           | 1               | 1               | 0               | 3                 | 0                 | 0                 | 2          | 0          | 0          | CL                             | 12                             | 1                              | 0                              | -                        | -                        | -                        | -         | -         | -         | 27    | 2     | 0     |
| 2018-2019             | River Plate           | Primera División      | 17          | 1           | 0           | 3               | 0               | 1               | 3                 | 0                 | 0                 | -          | -          | -          | CL+CMC+RS                      | 12+1+2                         | 1                              | 0                              | -                        | -                        | -                        | -         | -         | -         | 38    | 2     | 1     |
| 2019-2020             | River Plate           | Primera División      | 19          | 0           | 1           | -               | -               | -               | -                 | -                 | -                 | -          | -          | -          | CL                             | 4                              | 1                              | 0                              | -                        | -                        | -                        | 2         | 0         | 0         | 25    | 1     | 1     |
| Sous-total            | Sous-total            | Sous-total            | 64          | 2           | 3           | 6               | 1               | 1               | 6                 | 0                 | 0                 | 1          | 0          | 0          | -                              | 39                             | 7                              | 2                              | -                        | -                        | -                        | 2         | 0         | 0         | 118   | 10    | 6     |
| 2020-2021             | ACF Fiorentina        | Serie A               | 21          | 1           | 0           | 2               | 0               | 0               | -                 | -                 | -                 | -          | -          | -          | -                              | -                              | -                              | -                              | -                        | -                        | -                        | 6         | 0         | 0         | 29    | 1     | 0     |
| 2021-2022             | ACF Fiorentina        | Serie A               | 20          | 1           | 0           | 2               | 0               | 0               | -                 | -                 | -                 | -          | -          | -          | -                              | -                              | -                              | -                              | -                        | -                        | -                        | 3         | 0         | 0         | 25    | 1     | 0     |
| 2022-2023             | ACF Fiorentina        | Serie A               | 27          | 1           | 1           | 3               | 0               | 0               | -                 | -                 | -                 | -          | -          | -          | C4                             | 9                              | 0                              | 1                              | -                        | -                        | -                        | -         | -         | -         | 39    | 1     | 2     |
| 2023-2024             | ACF Fiorentina        | Serie A               | 29          | 4           | 1           | 2               | 1               | 0               | -                 | -                 | -                 | 1          | 0          | 0          | C4                             | 10                             | 2                              | 1                              | -                        | -                        | -                        | 4         | 0         | 0         | 46    | 7     | 2     |
| 2024-2025             | ACF Fiorentina        | Serie A               | 8           | 1           | 0           | 1               | 0               | 0               | -                 | -                 | -                 | 0          | 0          | 0          | C4                             | 7                              | 3                              | 0                              | -                        | -                        | -                        | 0         | 0         | 0         | 16    | 4     | 0     |
| Sous-total            | Sous-total            | Sous-total            | 105         | 8           | 2           | 10              | 1               | 0               | 0                 | 0                 | 0                 | 1          | 0          | 0          | -                              | 26                             | 5                              | 2                              | -                        | -                        | -                        | 13        | 0         | 0         | 155   | 14    | 4     |
| 2024-2025             | River Plate           | Primera División      | 13          | 1           | 0           | -               | -               | -               | -                 | -                 | -                 | 1          | 0          | 0          | CL                             | 5                              | 0                              | 0                              | 3                        | 0                        | 0                        | 0         | 0         | 0         | 22    | 1     | 0     |
| Sous-total            | Sous-total            | Sous-total            | 13          | 1           | 0           | 0               | 0               | 0               | 0                 | 0                 | 0                 | 1          | 0          | 0          | -                              | 5                              | 0                              | 0                              | 3                        | 0                        | 0                        | 0         | 0         | 0         | 22    | 1     | 0     |
| Total sur la carrière | Total sur la carrière | Total sur la carrière | 202         | 11          | 5           | 16              | 2               | 1               | 6                 | 0                 | 0                 | 3          | 0          | 0          | -                              | 70                             | 12                             | 4                              | 3                        | 0                        | 0                        | 15        | 0         | 0         | 315   | 25    | 10    |

### En sélection nationale
| Saison                | Sélection             | Phases finales        | Phases finales | Phases finales | Phases finales | Éliminatoires CDM | Éliminatoires CDM | Éliminatoires CDM | Matchs amicaux | Matchs amicaux | Matchs amicaux | Total | Total | Total |
| Saison                | Sélection             | Compétition           | M              | B              | Pd             | M                 | B                 | Pd                | M              | B              | Pd             | M     | B     | Pd    |
| --------------------- | --------------------- | --------------------- | -------------- | -------------- | -------------- | ----------------- | ----------------- | ----------------- | -------------- | -------------- | -------------- | ----- | ----- | ----- |
| 2019-2020             | Argentine             | -                     | -              | -              | -              | -                 | -                 | -                 | 2              | 0              | 0              | 2     | 0     | 0     |
| 2020-2021             | Argentine             | Copa América 2021     | 1              | 0              | 0              | 5                 | 0                 | 0                 | -              | -              | -              | 6     | 0     | 0     |
| 2021-2022             | Argentine             | Finalissima 2022      | -              | -              | -              | 3                 | 0                 | 0                 | -              | -              | -              | 3     | 0     | 0     |
| 2023-2024             | Argentine             | Copa América 2024     | 1              | 0              | 0              | 1                 | 0                 | 0                 | 2              | 0              | 0              | 4     | 0     | 0     |
| Total sur la carrière | Total sur la carrière | Total sur la carrière | 2              | 0              | 0              | 9                 | 0                 | 0                 | 4              | 0              | 0              | 15    | 0     | 0     |

## Palmarès

### En club
Avec River Plate, Lucas Martínez Quarta est lauréat de la Copa Libertadores en 2018 et finaliste en 2019 ainsi que la Recopa Sudamerica en 2019. Il remporte également la Coupe d'Argentine en 2016 et 2019 ainsi que la Supercoupe d'Argentine en 2018 dont il est finaliste en 2017.
Avec la Fiorentina, il est finaliste de la Coupe d'Italie 2023.

### En sélection
Avec la sélection argentine, il remporte la Copa América en 2021 et en 2024.